# Hervé Lacombe
Pour les articles homonymes, voir Lacombe.
Hervé Lacombe est un musicologue français, professeur à l’université Rennes 2 depuis 2002, membre de l'Academia Europeae et membre senior de l'Institut universitaire de France. Il est spécialiste de musique française, de l'histoire de l'opéra et des relations entre les arts, les lettres et la musique. 

## Biographie
Hervé Lacombe a suivi ses études à l'université Lyon II, au CNR de Lyon et au CNSM de Paris, avant de passer son agrégation de musique, de suivre le DEA ENS/université de Tours/Cnsmdp et de soutenir une thèse de doctorat et une habilitation universitaire en musicologie.
Il a bénéficié d'une bourse de l'École française de Rome et de deux délégations au Centre national de la recherche scientifique. D'abord maître de conférence à l'université de Metz, il est professeur à l’université Rennes 2 depuis 2002.
Hervé Lacombe est membre du comité des publications de la Société française de musicologie, du comité de rédaction de l’édition monumentale L’Opéra français, Bärenreiter-Verlag, et du comité international (International Advisory Panel) du Journal of the Royal Musical Association.

## Publications

### Ouvrages personnels
- « Les Pêcheurs de perles » de Bizet. Dossier de presse parisienne (1863), Heilbronn : Musik-Edition Lucie Galland, 1996, Introduction, p. 3-54 ; Anthologie, p. 55-190.
- Les Voies de l'opéra français au XIXe siècle, Fayard, 1997, 392 p., prix Bernier de l'Académie des beaux-arts 1997, prix des Muses (prix spécial du jury) 1998 et prix Eugène Carrière de l'Académie française 1998.
- The Keys to French Opera in the Nineteenth Century, Edward Schneider trad., Berkeley : University of California Press, 2001, 442 p. (version augmentée du live précédent)
- Georges Bizet, Fayard, 2000, 860 p., prix Bordin de l'Académie des beaux-arts 2001 ; Prix des Muses (prix de la biographie) 2001.
- Géographie de l'opéra au XXe siècle, Fayard, 2007, 317 p.
- Francis Poulenc, Fayard, 2013, 1 104 p., grand prix des Muses-Fondation Singer-Polignac 2014 et prix Pelléas 2014
- Poulenc, notre contemporain, Paris : Durand-Salabert-Eschig, 2013 ; Poulenc our contemporary, Alyssa Landry trad., Paris : Durand-Salabert-Eschig, 2013.
- La Habanera de Carmen, avec Christine Rodriguez, Fayard, 2014, 224 p.
- Carmen à sa création, une Andalousie âpre et fauve, Actes sud, 2025, 184 p. (ISBN 978-2-330-20079-4)[1]

### Direction d'ouvrages
- Le Mouvement en musique à l’époque baroque, Metz : Editions Serpenoise, 1996, 243 p.
- L'Opéra en France et en Italie (1791-1925), Paris, Société française de musicologie, 2000, 320 p.  (ISBN 978-2-85357-011-4)
- Histoire, économie et société, « L’opéra à la croisée de l’histoire et de la musicologie », 22/2 (avril-juin 2003)
- Opéra et fantastique (direction avec Timothée Picard), Presses universitaires de Rennes, 2011, 428 p.  (ISBN 978-2-7535-1324-2)
- Musique et enregistrement (direction avec Pierre-Henry Frangne), Rennes : PUR, 2014. 341 p.
- Du langage au style, singularités de Francis Poulenc (direction avec Lucie Kayas), Paris, Société française de musicologie, 2016, 400 p.  (ISBN 978-2-85357-255-2)
- Fortune de Francis Poulenc : diffusion, interprétation, réception (direction avec Nicolas Southon), Rennes : PUR, 2016. 297 p.
- La Valeur de l’émotion musicale (direction avec Pierre-Henry Frangne, Marianne Massin, Timothée Picard), Rennes : PUR, 2017. 263 p.
- Un siècle de musicologie en France : Histoire intellectuelle de la « Revue de musicologie » (direction avec Yves Balmer)
  - vol. 1 Structuration nationale et interactions internationales,  Revue de musicologie, 103, 2017/2, 724 p.
  - vol. 2 Mutations thématiques et évolutions méthodologiques,  Revue de musicologie, 104, 2018/1-2, 802 p.
- Conception et direction de l'Histoire de l'opéra français :
  - t. I : Du Roi-Soleil à la Révolution, Fayard, 2021.
  - t. II : Du Consulat au début de la IIIe République, Fayard, 2020, grand prix du Prix du Livre France Musique-Claude Samuel (anciennement Prix des Muses) 2021[2].
  - t. III : De la Belle Époque au monde globalisé, Fayard, 2022, prix Georges-Bizet 2022 catégorie opéra[3].